# Joc de dos
Joc de dos és el nom en català de l'obra de teatre escrita per Dario Fo i Franca Rame titulada Coppia aperta, quasi spalancata, i que van estrenar el 1983. S'hi planteja en to de sàtira una crítica a la doble moral que existeix al voltant del sexe i el matrimoni. Els censors italians la van limitar a públics majors de 18 anys quan Rame hi va incloure com a pròleg el seu monòleg La violació (inspirat en la seva pròpia violació).

## Argument
Relata la vida d'una parella "progre" que pensen que són molt liberals i oberts, però l'únic que gaudeix d'aquesta llibertat és l'home. Mostra el masclisme que es tanca a vegades fins i tot en les parelles més liberals i progressistes. És una obra plena de gags còmics i situacions delirants, que ajuden a suavitzar l'obra però no deixa de mostrar una realitat.

## Representació en castellà
L'obra es va estrenar en castellà al Teatro Bellas Artes de Madrid el 1984, interpretada per Magüi Mira i Ángel de Andrés López, sota la direcció d'Emilio Hernández.
Posteriorment es va adaptar per a televisió de la mà de José Sancho i Rosa Maria Sardà, emesa en TVE, en 2002. Aquesta actuació els va valer a Sardà i a Sancho una nominació als Premis Iris.

## Representació en català
Ha estat traduïda al català per Quim Vilar en la dècada del 1980. Fou duta a l'escenari el 15 d'abril de 1988 per la Companyia Teatral GAT al Centre Catòlic de l'Hospitalet, interpretada per Enric Majó i Carme Sansa. El 12 de setembre de 1989 se'n va fer una versió per a televisió produïda per TV3 mercè la qual Carme Sansa fou guardonada amb el TP d'Or 1989 a la millor actriu catalana.